# Simeunovič
Simeunovič je priimek več znanih Slovencev:
- Marko Simeunovič (*1967), nogometaš